# Lewinia mirifica
Frango-d'água-de-lução ou frango-de-água-de-lução (Lewinia mirifica) é uma espécie de ave da família Rallidae.
É endémica das Filipinas.